# Alejandro Fernández de Araoz y de la Devesa
Alejandro Fernández de Araoz y de la Devesa (Medina del Campo, província de Valladolid, 1894 - Madrid, 8 de novembre de 1970) fou un advocat i polític espanyol, diputat a Corts i governador del Banc d'Espanya interí durant la Segona República Espanyola.
Era fill de Clemente Fernández de la Devesa i de Margarita de Araoz y Alonso, i es casà amb Carmen Marañón y Moya, filla de Gregorio Marañón y Posadillo. Pertanyia al Cos d'Advocats de l'Estat i a les eleccions generals espanyoles de 1923 fou elegit diputat pel districte d'Arévalo (província d'Àvila) pel sector dirigit per Santiago Alba Bonifaz del Partit Liberal.
Entre abril i maig de 1935 fou Governador del Banc d'Espanya. Posteriorment fou president del consell d'administració d'empreses com Sociedad General Azucarera de España i Unión Alcoholera Española.